# Robert E. Howard
Robert E. Howard (teljes nevén Robert Ervin Howard) (Peaster, Texas, 1906. január 22. – Cross Plains, Texas 1936. június 11.) amerikai író. Több műfajban is alkotott, de legismertebbek a heroikus fantasy írásai. Ismert hősei: Conan, a barbár, Solomon Kane, Bran Mak Morn és Kull király.

## Életpályája
Dr. Isaac Mordecai Howard és Hester Jane Ervin gyermekeként született. Gyermekkorában sokszor költöztek, míg a család le nem telepedett a texasi Cross Plains-ben. Az élet ebben városban Howard bevallása szerint,, rohadt egy dolog volt", itt első kézből szerezhetett tapasztalatokat lincselésről, indián támadásokról és viszályokról.
Howard erősen anyás természetű volt. Édesanyja bátorította olvasásra. Igen szerette a történelmi tárgyú írásokat. Szívesen hallgatotta polgárháborús veteránok, rangerek történeteit, nagyanyja és egykori rabszolgák kísértethistóriáit. Írásaira hatással voltak Jack London és Rudyard Kipling művei.
9-10 éves korában írt először, de csak 15 évesen próbálta munkáit publikálni. Első kiadott írása a Spear and Fang (Dárda és Agyar) idején 18 éves volt. Munkái közt voltak western, horror, történelmi, krimi, boksz (Howard maga is bokszolt) és erotikus történetek is. Howard alkotta meg a heroikus fantasy műfaját a Shadow Kingdom című művével, amely a Weird Tales című lapban jelent meg. Az elsőt gyorsan követték a többiek, megszületett Conan, Solomon Kane és társaik.
Howard mániás-depresszióban szenvedett, többször megfordult fejében az öngyilkosság. 1935-1936 során Howard anyjának egészsége megromlott. Az anyjához erősen kötődő író öngyilkosságot követett el. Anyja egy nap múlva követte fiát.
Munkáinak jelentős részét halála után közölték.

## Munkái

### Conan, a barbár
- A Fekete Idegen (The Black Stranger, 1953. Howard átírta a történetet Swords of the Red Brotherhood címmel, L. Sprague DeCamp visszaírta Conan történetté The Treasure of Tranicos címen. Az eredeti változat 1987-ben jelent meg)
- A fekete kolosszus (Black Colossus, 1933)
- A Fekete Kör népe (The People of the Black Circle, 1934)
- A Fekete Tengerpart királynője (The Queen of the Black Coast, 1934)
- A vasördög (The Devil in Iron, 1934)
- A végzet árnyéka (The Slithering Shadow / Xuthal of the Dusk, 1933)
- A vörös citadella (The Scarlat Citadel, 1933)
- Árnyak a holdfényben (Shadows in the Moonlight / Shadows in the Moonlight, 1934)
- Árnyak Zambulában (Shadows in Zamboula / The Man-Eaters of Zamboula, 1935)
- Az Elefánt Tornya (The Tower of the Elephant, 1933)
- Conan és a Fekete Óriások tava (The Pool of the Black One, 1933)
- Conan, a bosszúálló (The Hour of the Dragon / Conan the Conqueror, 1935-1936)
- Elveszett asszonyok völgye (The Vale of the Lost Women, 1967)
- Főnix a kardon (Phoenix on the Sword, 1932)
- Gwahlur Fogai (Jewels of Gwahlur / Teeth of Gwahlur / The Servants of Bit-Yakin, 1935)
- Holtak Csarnoka (The Hall of the Dead, 1974) – befejezte: L. Sprague de Camp
- Isten a szarkofágban (The God in the Bowl, 1975) – átszerkesztette: L. Sprague DeCamp (1952)
- Nergal keze (The Hand of Nergal, 1976) – befejezte: Lin Carter
- Ormány a sötétben (Snout in the Dark, 1979) – befejezte: L. Sprague DeCamp és Lin Carter
- Szülessen boszorkány! (Whitch Shall Be Born, 1934)
- Tombalku dobjai (Drums of Tombalku, 1986) – befejezte: L. Sprague DeCamp
- Túl a Fekete folyón (Beyond the Black River, 1935)
- Vörös szögek (Red Nails, 1936)
- Ymir leánya (The Frost Giant's Daughter / Gods of the North, 1934)
- Zsiványok a házban (Rogues in the House, 1934)

A mások által befejezett írások eredeti formájukban is megjelentek.

#### Conan világához köthető írások
- Farkasok a határon túl (Wolves Beyond the Border, 1967) – befejezte: L. Sprague DeCamp
- A hybóriai kor (The Hyborian Age, 1965) – esszé
- Kimméria (Cimmeria, 1965) – vers

### Bran Mak Morn
- A föld férgei (Worms of the Earth, 1932)
- A sötét bálvány (The Dark Man, 1931)
- Az elveszett nép (The Lost Race, 1927)
- Árnykirályok (Kings of the Night, 1930)
- Ködből és homályból (Men of the Shadows, 1969)
- Bran Mak Morn, 1988 – vázlat, eredetileg cím nélküli
- Bran Mak Morn: A Play, 1983
- The Drums of Pictdom – vers
- The Little People, 1970
- A Song of the Race – vers
- "A gray sky arched..." – cím nélkül

### Cormac Mac Art
- A farkas éjszakája (The Night of the Wolf, 1969)
- Az északi tenger kardjai (The Swords of the Northern Sea, 1974)
- A tenger tigrisei (Tigers of the Sea, 1974)
- Az undor temploma (The Temple of Abomination, 1974)

### Kull király
- A bárd jogán (By this Axe I Rule, 1967 Howard Főnix a kardon címen átírta Conan-történetté)
- A kígyó jegyében (The Shadow Kingdom, 1929)
- Árnykirályok (Kings of the Night, 1930)
- A skorpió oltára (The Altar and the Scorpion, 1967)
- Atlantiszi álom (Exile of Atlantis, 1967. Eredetileg cím nélküli.)
- A Csend Koponyája (The Skull of Silence / The Screaming Skull of Silence, 1967)
- Delcardes macskája (Delcades Cat / The Cat and the Skull, 1967)
- Egyetlen gongütés (The Striking of the Gong, 1976)
- Kardok az éjszakában (Swords of the Purple Kingdom, 1976)
- Tuzun Thune tükre (The Mirrors of Thuzun Thune, 1929)
- Riders Beyond the Sunrise, 1978. Eredetileg cím nélküli.
- The Black City / The Black Abyss, 1967
- The Curse of the Golden Skull, 1967
- The King and the Oak -vers
- Wizard and Warrior, 1978

### Solomon Kane
- Asshur gyermekei (The Children of Asshur, 1968)
- A testvériség pengéi / A bosszú kék lángja (Blades of the Brotherhood / The Blue Flame of Vengeance / The Blue Flame of Death, 1968)
- Az ördög kastélya (The Castle of the Devil, 1968)
- Koponyák a csillagfényben / Koponyák a csillagokban (Skulls of the Stars, 1929)
- Koponyák Holdja / A Vámpírok Hegye (The Moon of Skulls, 1930)
- Léptek zaja / Léptek a sírboltban (Footfalls Within, 1931)
- Sötét szárnyak suhogása / Szárnyak az éjszakában / Szárnyak az éjben (Wings in the Night, 1932)
- Vörös árnyak (Red Shadows / Solomon Kane, 1928)
- Zörgő csontok /Csontzene (Rattle of Bones, 1929)
- A Halál fekete lovasai (Death's Black Riders, 1968)
- Basti sólyma (Hawk of Basti, 1968)
- Holtak dombjai (The Hills of the Dead, 1930)
- Fekete szatén (The One Black Stain -vers)
- Sir Richard Grenville visszatérése (The Return of Sir Richard Grenville -vers)
- A végzet jobb keze (The Right Hand of Doom, 1968)
- Solomon Kane hazatérése (Solomon Kane's Homecoming -vers)

### Turlogh Dubh O'Brien
- Bal-Sagoth istenei (The Gods of Bal-Sagoth, 1931)
- A sötét bálvány (The Dark Man, 1931)

### Egyéb
- Almúria (Almuric, 1931)
- A Fekete Kő (The Black Stone, 1931)
- A féreg völgye (The Valley of the Worm, 1934)
- A Lény a tetőn (The Thing on the Roof, 1932)
- A pokol galambjai (Pigeons from Hell, 1938)
- A vérfoltos bálvány (The Blood-Stained God, 1955) -befejezte L. Sprague de Camp
- Asshurbanipal Tüze (The Fire of Assurbaniphal, 1936)
- Az éjszaka gyermekei (People of the Dark, 1932)
- Az öreg Garfield szíve (Old Garfield's Heart, 1933)
- Becsületbeli ügy (Hawks of Outremer, 1931)
- Nekht Semerkhet (Nekht Semerkhet, 1977)

## Magyarul
- Conan, a barbár; ford. Nemes István; Csokonai, Debrecen, 1989 (Főnix fantasztikus könyvek)
- A tenger tigrisei; ford. Nemes István; Charta, Bp., 1990 (Charta fantasy könyvek)
- Barbárok és varázslók; ford. Nemes István; Phoenix, Debrecen, 1991 (Science fiction & fantasy)
- A zsoldos barbár; ford. Nemes István; Phoenix, Debrecen, 1991 (Science fiction & fantasy)
- Conan, a kalandor; ford. Kornya Zsolt; Cherubion, Debrecen, 1992 (Osiris könyvek)
- Árnykirályok. Regény; ford. Kornya Zsolt; Cherubion, Debrecen, 1992 (Osiris könyvek)
- Conan, a bosszúálló. Regény; ford. Nemes István; Cherubion, Debrecen, 1992 (Osiris könyvek)
- Conan, a kimmériai; ford. Nemes István, Kornya Zsolt; Phoenix, Debrecen, 1993 (Science fiction & fantasy)
- A Koponyák Holdja; ford. Nemes István et al.; Cherubion, Debrecen, 1993 (Osiris könyvek)
- Hősök kora; ford. Kornya Zsolt; Valhalla Páholy, Bp., 1997
- Az éjszaka gyermekei; ford. Jónás János; Cherubion, Debrecen, 1997 (Osiris könyvek)
- Ne ássatok nekem sírt. Fantasy novellák; ford. Erdő Orsolya, Jónás János, Nemes István; Cherubion, Debrecen, 1998 (Osiris könyvek)
- Almúria. Két kisregény a heroikus fantasy klasszikusától / A fekete idegen / Almúria; ford. Katsuk; Cherubion, Debrecen, 2002 (Osiris könyvek)
- Robert E. Howard összes Conan története, 1-2.; Szukits, Szeged, 2004–2006
  - 1.; ford. Kornya Zsolt, Nemes István, Sámi László
  - 2.; ford. Jónás János, Nemes István
- Solomon Kane történetei; ford. Szántai Zsolt; Tuan, Bp., 2008
- Kull király és az ősök. Conan testvérei I.; ford. Kornya Zsolt, Nagy Gábor, Sellei György; Delta Vision, Bp., 2011 (Mesterművek)
- Bran Mak Morn és a piktek. Conan testvérei II.; ford. Boza Gergely; Delta Vision, Bp., 2011 (Mesterművek)
- Cormac Mac Art és a vikingek. Conan testvérei III.; ford. Boza Gergely et al.; Delta Vision, Bp., 2012 (Mesterművek)
- Robert E. Howard legjobb Conan történetei; vál., szerk. Nemes István, ford. Kornya Zsolt, Nemes István; Szukits, Szeged, 2012
- Fekete Turlogh és a kelták. Conan testvérei IV.; ford. Fazekas Árpád et al.; Delta Vision, Bp., 2014 (Mesterművek)
- Vörös Szonja és a keselyű árnyéka; ford., jegyz. Kiss Sándor; Attraktor, Máriabesnyő, 2017 (A fantasztikus irodalom klasszikusai)

### Egyéb, Howard nyomán
- Conan, a barbár. Elveszett legendák; szöveg Robert E. Howard alapján, rajz Anthony Jean, ford. Bayer Antal; Libub Group Kft., Szentendre, 2021 (képregény)